# Оризарци
 Тази статия е за селото в дем Пеония.  За селото в дем Орестиада, вижте Ризия (дем Орестиада).  
Ориза̀рци (на гръцки: Ρύζια, Ризия, до 1926 година Ορύζαρτση, Оризарци), на турски Челтик, е село в Гърция, дем Пеония, област Централна Македония.

## География
Селото е разположено на 40 m надморска височина, на около 7 km южно от град Боймица (Аксиуполи), в областта Боймия, близо до десния бряг на река Вардар (Аксиос) след излизането ѝ от последия ѝ пролом Циганска клисура в Солунското поле.

## История

### В Османската империя
В османски данъчни регистри на немюсюлманско население от Ениджевардаската каза от 1632-1633 година селото е отбелязано под името Челтюкчиян с 45 джизие ханета (домакинства).
На австро-унгарската военна карта е отбелязано като Челтик (Čeltik), на картата на Йоргос Кондоянис е отбелязано като Оризарци (Ορυζάρτσι), християнско село. Според Николаос Схинас („Οδοιπορικαί σημειώσεις Μακεδονίας, Ηπείρου, Νέας οροθετικής γραμμής και Θεσσαλίας“) в средата на 80-те години на XIX век Оризарци (Οριζάρτσι) е село с 20 християнски семейства.
Според статистиката на Васил Кънчов („Македония. Етнография и статистика“) в 1900 година Оризарци (Челтикъ) е село в Енидже-Вардарска каза с 380 жители българи. В църквата „Успение Богородично“ в Оризарци има икони на Димитър Вангелов.
Цялото село е под върховенството на Българската екзархия. По данни на секретаря на Екзархията Димитър Мишев („La Macédoine et sa Population Chrétienne“) в 1905 година в Оризари (Orizari) има 488 българи екзархисти и работи българско училище.
Кукушкият околийски училищен инспектор Никола Хърлев пише през 1909 година:
| „ | Оризарци (Челтик), 20 /III, 1 ч. от Бабакьово. Всичко 72 български къщи: 50 екзархийски и 12 патриаршистки. Последните станали гъркомане през миналата година. Поминъкът е земеделие и бубарство. Черквата притежава 3 погона ниви. | “ |

По данни на Екзархията в 1910 година Оризарци е почти напълно чифлигарско село с 81 семейства, 452 жители българи (308 чифлигари) и две черкви.
В 1910 година Халкиопулос пише, че в селото (Οριζάρτσι) има 120 екзархисти и 240 патриаршисти.
Според Боривое Милоевич селото (Orizarci) има 80 къщи християни славяни.
По време на Балканската война един човек от Оризарци е доброволец в Македоно-одринското опълчение.

### В Гърция
През войната селото е окупирано от гръцки части и остава в Гърция след Междусъюзническата война. В 1912 година е регистрирано като селище с християнска религия и „македонски“ език. Преброяването в 1913 година показва Оризарци или Цертик (Ορυζάρτσι ή Τσερτίκ) като село с 230 мъже и 230 жени.
Боривое Милоевич пише в 1921 година („Южна Македония“), че Оризарци има 80 къщи славяни християни. От 81 български семейства към 1912 година до 1928 година в България се изселват 54 семейства и в селото остават 27 български семейства.
На мястото на българското население са настанени гърци бежанци от Турция, включително от малоазийското елинизирано българско село Къздервент.
В 1926 години селото е прекръстено на Ризия. В 1928 година Оризарци е смесено местно-бежанско със 106 семейства и 434 жители бежанци.
В 1947 година според статистиката на НОФ в селото има 259 славяноговорещи, а останалите са бежанци.
Селото традиционно произвежда предимно пшеница, тютюн и памук и други земеделски продукти.
| Име       | Име        | Ново име | Ново име | Описание                                            |
| --------- | ---------- | -------- | -------- | --------------------------------------------------- |
| Караагачи | Καραγάτσια | Фтелиес  | Φτελιές  | местност на И от Оризарци, по десния бряг на Вардар |

| Година    | 1913 | 1920 | 1928 | 1940 | 1951 | 1961 | 1971 | 1981 | 1991 | 2001 | 2011 | 2021 |
| --------- | ---- | ---- | ---- | ---- | ---- | ---- | ---- | ---- | ---- | ---- | ---- | ---- |
| Население | 460  | 393  | 658  | 758  | 851  | 935  | 844  | 814  | 637  | 595  | 389  | 333  |

## Личности
Родени в Оризарци
- Велин Гонев (1889 – ?), македоно-одрински опълченец, 3 рота на 4 битолска дружина[21]
- Христо Карамарков, гъркомански андартски деец
- Мичко Оризарски, български революционер от ВМОРО, за него е песента „Айде провикна се Мичко Оризарски / мъченик вардарски / станал комитин на стари години..“,[22] подпомогнал настъплението на Първа отделна партизанска рота от МОО в Ениджевардарско[23]
- Трайко Кръстев, български революционер, четник на Кръсто Лазаров в 1914 година[24]